# Aeroporto de Almeirim
O Aeroporto de Almeirim (ICAO: SNYA) é um dos aeroportos públicos que atende á cidade de Almeirim, no Pará. Sendo este o mais próximo do centro, ficando ao norte do municipio e a pouco mais de 9 km da cidade, que está localizada na região do Baixo Amazonas no norte do Estado. Em 2021 a cidade foi uma das beneficiadas com o plano de expansão de voos comerciais pelo estado pela Azul Linhas Aéreas. De acordo com o Governo, a medida foi possível após a redução da tributação do Imposto sobre Circulação de Mercadorias e Serviços (ICMS) para companhia aéreas que desejam investir no Pará.
O plano de expansão contempla três fases. Na primeira, prevista para novembro de 2021, por meio da subsidiária Azul Conecta, a companhia passaria a atender mais nove destinos: Itaituba, Porto Trombetas (Oriximiná), Monte Dourado (Almeirim), Almeirim, Juruti, Monte Alegre, Óbidos e Oriximiná, na região oeste, além do município de Breves. Em dezembro, a segunda fase do plano prevê as demais introduções com serviços da Azul Conecta, desde que estejam com a certificação da Agência Nacional de Aviação Civil (ANAC) e a infraestrutura local suporte a operação regular e segura do Cessna Gran Caravan, conforme os minimos requeridos pela ANAC e pelos padrões operacionais da Azul. Caso contrário, tal operação será iniciada sempre 45 dias após a disponibilização da referida infraestrutura.

## Curiosidades
- A dimensão do Brasil acaba por criar fatos curiosos e um deles é o voo comercial da Azul que decola e pousa dentro do mesmo município, realizado entre os Aeroportos de Almeirim, e o Aeroporto de Monte Dourado. Uma outra curiosidade é que esse é um dos voos mais curtos do país, são apenas 25 minutos entre os dois aeroportos, e o avião não chega a sair nem do município. Apesar disso, dada a presença da selva, o município tem apenas 33 mil habitantes segundo dados do IBGE, fazendo dele um dos menos densos do país. E mesmo com pequena população, ele tem dois aeroportos ativos, dada a distancia do polo central de Almeirim à localização do distrito de Monte Dourado, se faz necessario a presença destes.[3]